# Święte (Konotop)
Święte – przysiółek wsi Konotop w Polsce, położony w województwie lubuskim, w powiecie nowosolskim, w gminie Kolsko.
W latach 1975–1998 przysiółek administracyjnie należał do województwa zielonogórskiego.